# グリオキシム

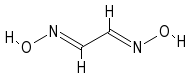
グリオキシムの構造式

グリオキシム (glyoxime) とは、示性式が HC(=NOH)C(=NOH)H と表される有機化合物。あるいはその誘導体 RC(=NOH)C(=NOH)R の総称。グリオキサールのオキシムである。ジメチルグリオキシム (H3CC(=NOH)C(=NOH)CH3) など、金属イオンのキレート配位子として現れる。1,2-ジケトンから誘導される 1,2-ジオキシムである。